# Joseph Lebeau
Jean Louis Joseph Lebeau (Huy, Liège (tartomány) 1794. január 3. – Huy, 1865. március 19.) belga politikus és államférfi, Belgium miniszterelnöke 1840 és 1841 között.

## Élete
1794-ben a francia fennhatóság alatt lévő Huy városában született, tanulmányait nagybátyja, a közeli Hannut település papja irányította. Hivatalnoknak tanult, majd a liège-i egyetemen jogot tanult és 1819-ben ügyvéd lett. Liège-i tartózkodása alatt ismerkedett meg és barátkozott össze Charles Rogier-vel és Paul Devaux-val, akikkel közösen megalapították a Mathieu Laensbergh, későbbi nevén a Le politique című lapot, amely nagy szerepet játszott abban, hogy a katolikus és liberális párti politikusok összefogtak Belgium szabadságának kivívása érdekében.
Lebeau nem támogatta Belgium elszakadását az Egyesült Holland Királyságtól, de az 1830. augusztusi események során végül a felkelők mellé állt. Huy képviseletében került be a belga kongresszusba. Támogatta azt a javaslatot, hogy Lipót szász-coburg-gothai hercegnek ajánlják fel a belga trónt. Lipót trónra lépése után igazságügyminiszter, 1831. március 28. és július 21. között pedig külügyminiszter volt. 1831–1832 között tárca nélküli miniszter Félix de Muelenaere kormányában, majd igazságügyminiszter volt Albert Joseph Goblet d’Alviella kormányában (1832–1834).
1833-ban Brüsszel képviseletében megválasztották a belga parlament képviselőjének, amely tisztséget 1848-ig töltötte be. Később Namur tartomány kormányzója (1838), majd Németországba delegált belga nagykövet (1839) lett, 1840. április 18. és 1841. április 13. között pedig miniszterelnökként liberális kormányt vezetett.
Lemondása után már nem tért vissza a kormányzat munkájába, bár továbbra is aktívan támogatta a liberális és anti-klerikális mozgalmat. 1865-ben szülőföldjén, Huy-ban halt meg.

### A Lebeau-kormány tagjai
| Miniszteri tiszt                  | Név                   | Párt      |
| --------------------------------- | --------------------- | --------- |
| Belügyminiszter                   | Charles Liedts        | Liberális |
| Külügyminiszter és miniszterelnök | Joseph Lebeau         | Liberális |
| Pénzügyminiszter                  | Edouard Mercier       | Liberális |
| Igazságügyminiszter               | Mathieu Leclercq      | Liberális |
| Hadügyminiszter                   | Gérard Buzen tábornok | Liberális |
| Közmunkaügyi miniszter            | Charles Rogier        | Liberális |

## Írásai
- La Belgique depuis 1847 (Brüsszel, 4 kötet, 1852)
- Lettres aux électeurs belges (8 kötet, Brüsszel, 1853-1856)

## Fordítás
- Ez a szócikk részben vagy egészben  a   Joseph Lebeau című angol Wikipédia-szócikk ezen változatának fordításán alapul.  Az eredeti cikk szerkesztőit annak laptörténete sorolja fel. Ez a jelzés csupán a megfogalmazás eredetét és a szerzői jogokat jelzi, nem szolgál a cikkben szereplő információk forrásmegjelöléseként.